# Hadačka
Hadačka je vesnice, část obce Výrov v okrese Plzeň-sever v Plzeňském kraji. Žije zde 352 obyvatel.

## Poloha
Ves leží v nadmořské výšce 460–480 metrů na obou březích Bučeckého potoka v jeho mělkém údolí, 2,5 kilometru jihozápadně od Kralovic na hlavní silnici I/27 spojující Plzeň a Most. Zástavba je tvořena rodinnými domy, bytovými domy a několika rekreačními objekty.

## Historie
Za třicetileté války zarostla řada polí v okolí Výrova a Sechutic lesem. Nové polesí dostal do správy hajný Hadač, po kterém byl les zván na Hadačce. Toto jméno použil i Ondřej Trojer, opat kláštera v Plasích, když na samém konci 17. století po založení Trojan začal stavět chalupy mezi Výrovem a Sechuticemi. Po jeho smrti pokračoval nástupce Evžen Tyttl, který stavbu dokončil. V roce 1702 stálo na Hadačce prvních 7 chalup, které byly osazeny poddanými z různých vesnic klášterního panství. Za chalupu a část panských polí museli chalupníci odvádět úrok po jedné kopě a pracovat 2 dny v týdnu na dvoře Sechutice. V roce 1713 byly postaveny další dvě chalupy.

## Obyvatelstvo
| Rok            | 1869 | 1880 | 1890 | 1900 | 1910 | 1921 | 1930 | 1950 | 1961 | 1970 | 1980 | 1991 | 2001 | 2011 | 2021 |
| -------------- | ---- | ---- | ---- | ---- | ---- | ---- | ---- | ---- | ---- | ---- | ---- | ---- | ---- | ---- | ---- |
| Počet obyvatel | 303  | 323  | 270  | 280  | 310  | 304  | 355  | 280  | 256  | 261  | 271  | 309  | 323  | 341  | 352  |
| Počet domů     | 39   | 43   | 46   | 45   | 46   | 47   | 65   | 70   | 70   | 70   | 76   | 89   | 96   | 100  | 113  |

## Obecní správa
Při sčítání lidu v letech 1850–1980 byla Hadačka osadou obce Výrov, nejprve v okrese Kralovice, ale v roce 1950 v okrese Plasy a od roku 1960 v okrese Plzeň-sever. Od 1. července 1980 do 23. listopadu 1990 byla částí města Kralovice v okrese Plzeň-sever. Od 24. listopadu 1990 je opět částí obce Výrov v okrese Plzeň-sever.

## Pamětihodnosti
Podle projektu klášterního stavitele Matěje Ondřeje Kondela byl za opata Fortunáta Hartmanna postaven barokní zájezdní hostinec Na Dyškánce čp. 12. Název by mohl být zkomoleným názvem předchozí krčmy Na Toskánce, ve které mohli pobývat italští zedníci z Toskánska při stavbě renesanční podoby dvora Sechutice. Areál hostince je tvořen hlavní budovou s novější přístavbou, chlévy, kolnou a pozdější stodolou. Samotný hostinec je podélnou přízemní stavbou, která je tvořena dvěma bočnímu křídly o dvou okenních osách, a středním zvýšeným rizalitem o třech osách s tympanonem. Ve středu je průjezd do dvora s barokním portálem s půlkruhovou archivoltou a masivním klenákem, v tympanonu nad ním pak kamenný znak opata s monogramem F.H.A.P.P.L. a letopočtem dokončení 1756. Na sedlových a valbových střechách jsou pálené tašky.
Jihozápadně od Hadačky na kraji lesa u staré cesty spojující opatství v Plasích se Sechuticemi a dále s Mariánskou Týnicí na místě zvaném U Jána stojí socha svatého Jana Nepomuckého z roku 1708. Esovitě prohnutá postava prostovlasého světce v obvyklém šatu a biretem u nohou stojí na dvojitém podstavci s nápisy ze všech stran, obklopena je kruhem starých lip.
Ve vsi je ještě socha svaté Judy Tadeáše z roku 1767. Z usedlostí zaslouží pozornost chalupy čp. 7, 37, 43 a 78.

## Okolí
Hadačka je v současnosti srostlá s Výrovem, na severovýchodě sousedí s Kralovicemi, na jihozápadě za lesem s Babinou, na západě se dvorem Sechutice a vesnicemi Trojany a Bukovina. U silnice do Plas leží samota Sokolka.